# Jindřichovice pod Smrkem-Skanzen
Jindřichovice pod Smrkem-Skanzen je železniční zastávka na trati spojující Frýdlant s Jindřichovicemi pod Smrkem. Zastávka je situovaná u západního okraje obce Jindřichovice pod Smrkem, poblíž zdejšího Žijícího skanzenu. Severně od kolejiště se nachází zděná čekárna vybudovaná roku 1943.
Současný název má zastávka od začátku platnosti jízdního řádu 2016/2017, tedy od neděle 11. prosince 2016. Do té doby se nazývala „Srbská“ podle asi čtyři kilometry vzdálené vesnice Srbské, části Horní Řasnice.

## Provoz
Na zastávce zastavují osobní vlaky linky L61 Liberec – Frýdlant v Čechách – Nové Město pod Smrkem – Jindřichovice pod Smrkem. Zastávka je na znamení.